# Kontraktsrummy
Kontraktsrummy, även kallat progressiv rummy, är ett kortspel som hör till rummy-familjen, en grupp besläktade spel som alla har en likartad spelmekanism och går ut på att bilda kombinationer av korten.
I likhet med flera andra rummyspel är målet i kontraktsrummy att så fort som möjligt bli av med korten på handen genom att lägga ut dem på bordet i kombinationer, bestående av tre eller flera kort av samma valör, eller av tre eller flera kort i följd i samma färg. Ett parti består av sju givar, och för varje giv gäller ett visst kontrakt, det vill säga ett krav på att vissa specificerade kombinationer ska vara utlagda innan man får fortsätta att lägga ifrån sig ytterligare kort från handen. Kontraktens svårighetsgrad ökar för varje ny giv; därav namnet progressiv rummy. Två kortlekar används, med eller utan jokrar. 
Vad som stipuleras i de olika kontrakten kan variera, men en vanligt förekommande sammanställning är denna:
1:a given: 2 tretal (tre kort av samma valör)
2:a given: 1 tretal + 1 trekortssvit (tre kort i följd i samma färg)
3:e given: 2 trekortssviter
4:e given: 3 tretal
5:e given: 2 tretal + 1 trekortssvit
6:e given: 1 tretal + 2 trekortssviter
7:e given: 3 tretal eller 3 trekortssviter
Efter varje giv delas minuspoäng ut, enligt en särskild värdeskala, för de kort som spelarna har kvar på handen.